# 最終楽章 (コーダ)
『最終楽章 (コーダ)』(英語: Coda)は、イギリスのロックバンド、レッド・ツェッペリンの第9作目のスタジオ・アルバム。1982年11月19日発売。プロデューサーはジミー・ペイジ。
タイトルの「コーダ (Coda)」とは「楽章終結部」の意の音楽用語であり、厳密に言えば「最終楽章」という邦題は誤訳であるが、バンドの活動を締めくくるアルバム、との意味合いで命名されたものと思われる。

## 解説
1980年9月25日、ドラマーのジョン・ボーナムが急死。バンドは12月4日、解散声明を発表した。スワンソング・レコードは1974年、アトランティック・レコードとの間に「レッド・ツェッペリンのアルバムを5枚リリースする」という内容の契約を交しており、この契約を完了させるためにもう1枚アルバムを発表する必要に迫られたペイジは、レッド・ツェッペリンの12年の経歴における様々なセッションからの未発表音源を集めてアルバム化することとなった。ペイジは1981年夏から編集作業を開始し、ロバート・プラントおよびジョン・ポール・ジョーンズの協力を得て1982年はじめにトラックを完成させた。
ペイジは当初、バンドのライブ・パフォーマンスを年代別にまとめてライブ・アルバムとして発表する事を計画しており、手始めに1970年のロイヤル・アルバート・ホール公演から出そうとしていたが、プラントから反対され、本作のような形になったのだという。前述のライブ音源および映像が公式に発表されるのは、2003年発表の『レッド・ツェッペリン DVD』まで待たなければならないが、このうち「君から離れられない」のみ、リハーサル音源と偽って本作に収録されることになった。

## アートワーク
ジャケット・デザインは、前作『イン・スルー・ジ・アウト・ドア』同様ヒプノシスが担当した。本作は凝ったギミックや謎めいたメッセージの類は一切なく、表面は淡い灰緑色を基調とし、一筆書きを思わせる書体でバンド名およびアルバムタイトルが大きく印刷されたシンプルなものとなった。裏面には雲面に浮かぶ10枚の円盤の写真が配置されているが、これが何を表しているのかがファンの間でちょっとした議論になった（一般的には、ツェッペリンが発表した本作を含むアルバムの総数（ライヴ盤である『永遠の詩（狂熱のライヴ）』を含む）を指していると言われている）。インナー・ジャケットにはレッド・ツェッペリンの全活動期間に撮影されたさまざまな写真がコラージュされている。

## チャート・アクション
『最終楽章 (コーダ)』は当初1982年前半にリリースされる予定であったが、同年夏に発売されるプラントのソロ・デビュー作『11時の肖像』と競合しないよう発売が延期され、最終的に11月19日、アメリカで発売された。ビルボードのアルバム・チャートで6位を記録。イギリスでは11月21日に発売され、アルバム・チャート4位を記録している。2015年にリリースされた最新リマスター版は、ビルボード・チャートで12位、全英では9位を記録している。

## リイシュー
1987年初CD化。1993年の『コンプリート・スタジオ・レコーディングス』で全曲リマスター化。1994年単独リリース。2015年、最新リマスター版が『プレゼンス』、『イン・スルー・ジ・アウト・ドア』と同時にリリースされた。本作のデラックス・エディションおよびスーパー・デラックス・エディション付属のコンパニオンディスクは2枚組で、『イン・スルー…』以前の時代からの未発表音源等、全15曲とこれまでの中で最も多くの曲が収録された。収録曲のうち「ヘイ・ヘイ・ホワット・キャン・アイ・ドゥ」、「ベイビー・カム・オン・ホーム」、「トラベリング・リバーサイド・ブルース」は既出曲である。

## 収録曲

### オリジナル版
- A面

1. ウィアー・ゴナ・グルーヴ - We're Gonna Groove (Ben E. King & James Bethea) 2:38
  - 「1969年6月25日にモーガン・スタジオで録音」とクレジットされているが、実際には1970年1月9日のロイヤル・アルバート・ホールでのコンサートで収録され、ギターがオーバー・ダビングされたものであることが判明している[8]。原曲はベン・E・キングの「Groovin'」である。
2. プア・トム - Poor Tom (Page & Plant) 3:02
  - 1970年6月5日、オリンピック・スタジオで録音。『レッド・ツェッペリン III』のアウトテイク。
3. 君から離れられない - I Can't Quit You Baby (Willie Dixon) 4:18
  - 「1970年1月9日、ロイヤル・アルバート・ホールでのリハーサル」とクレジットされているが[9]、実際には同日のコンサート本編から収録されたものであることが判明している。なお、ギターソロの後半部から第3ヴァースの途中までがカットされている。
4. ウォルターズ・ウォーク - Walter's Walk (Page & Plant) 4:31
  - 1972年5月15日、スターグローヴスで録音。『聖なる館』のアウトテイク。ただしボーカルとギターソロは1982年にオーバーダブされたもので、元のベーストラックは2015年版デラックス・エディションのコンパニオンディスクに収録されている。

- B面

1. オゾン・ベイビー - Ozone Baby (Page & Plant) 3:35
  - 1978年11月14日、ポーラー・スタジオで録音。『イン・スルー・ジ・アウト・ドア』のアウトテイク。
2. ダーリーン - Darlene (Bonham, Jones, Page & Plant) 5:07
  - 1978年11月16日、ポーラー・スタジオで録音。『イン・スルー・ジ・アウト・ドア』のアウトテイク。
3. モントルーのボンゾ - Bonzo's Montreux (Bonham) 4:18
  - 1976年9月12日、ボーナムがモントルーのマウンテン・スタジオで録音したパーカッション・インストゥルメンタルにペイジが電気的処理を施したもの。
4. ウェアリング・アンド・ティアリング - Wearing and Tearing (Page & Plant) 5:29
  - 1978年11月21日、ポーラー・スタジオで録音。『イン・スルー・ジ・アウト・ドア』のアウトテイク。1979年に別のバンド名義でシングル・リリースする計画があったが立ち消えとなった（ただし、アセテート盤は作られている）。1990年、ペイジとプラントが共演したネブワースで行われたフェスティバルで披露されている。

なお、1993年9月に『コンプリート・スタジオ・レコーディングス』ボックス・セットが発売された際、上記8曲に加えて次の4曲が本アルバムに一緒に収録された。
1. ベイビー・カム・オン・ホーム - Baby Come on Home (Berns, Page & Plant)
  - 1968年10月10日、オリンピック・スタジオで録音。『レッド・ツェッペリン I』のアウトテイク。
2. トラベリング・リバーサイド・ブルース - Traveling Riverside Blues (Johnson, Page & Plant)
  - 1969年6月23日、BBCのスタジオで録音。同年6月28日の「Top Gear」で放送された。
3. ホワイト・サマー／ブラック・マウンテン・サイド - White Summer/ Black Mountain Side (Page)
  - 1969年6月27日、ロンドンのプレイハウス・シアターで録音。同年8月10日、BBCラジオ・ワンで放送された。
4. ヘイ・ヘイ・ホワット・キャン・アイ・ドゥ - Hey Hey What Can I Do (Page, Plant, Jones & Bonham)
  - 1970年、アイランド・スタジオで録音。『レッド・ツェッペリン III』のアウトテイク。シングル「移民の歌」(Immigrant song)のB面曲で発表済だったが、オリジナルアルバムには未収録。

### 2015年版デラックス・エディション・コンパニオンディスク
- ディスク1

1. ウィアー・ゴナ・グルーヴ(オルタナティブ・ミックス) - We're Gonna Groove <Alternate Mix> (Ben E. King & James Bethea)
2. イフ・イット・キープス・オン・レイニング(「レヴィー・ブレイク」ラフ・ミックス) - If It Keeps On Raining <When the Levee Breaks (Rough Mix)> (Page, Plant, Jones, Bonham & Memphis Minnie)
3. モントルーのボンゾ(ミックス・コンストラクション・イン・プログレス) - Bonzo's Montreux (Mix Construction in Progress) (Bonham)
4. ベイビー・カム・オン・ホーム - Baby Come On Home (Berns, Page & Plant)
5. シュガー・ママ(ミックス) - Sugar Mama (Mix) (Page & Plant)
  - 1968年10月10日、オリンピック・スタジオで録音。『レッド・ツェッペリン I』のアウトテイク。
6. プア・トム(インストゥルメンタル・ミックス) - Poor Tom (Instrumental Mix) (Page & Plant)
7. トラベリング・リバーサイド・ブルース - Traveling Riverside Blues (Johnson, Page & Plant)
8. ヘイ・ヘイ・ホワット・キャン・アイ・ドゥ - Hey Hey What Can I Do (Page, Plant, Jones & Bonham)

- ディスク2

1. フォー・ハンズ(「フォア・スティックス」ボンベイ・オーケストラ) - Four Hands <Four Sticks (Bombay Orchestra)> (Page & Plant)
  - 1972年、インドのボンベイ交響楽団を交えて録音された。オリジナルは『レッド・ツェッペリン IV』収録の「フォア・スティックス」。
2. フレンズ(ボンベイ・オーケストラ) - Friends <Bombay Orchestra> (Page & Plant)
  - 「フォー・ハンズ」と同じく、1972年にボンベイ交響楽団を交えて録音された。オリジナルは『レッド・ツェッペリン III』収録。
3. トリスタンの剣(ラフ・ミックス) - "St. Tristan's Sword <Rough Mix> (Page)
  - 1970年7月5日録音。『レッド・ツェッペリン III』のアウトテイク。
4. デザイアー(「ワントン・ソング」ラフ・ミックス) - Desire <The Wanton Song (Rough Mix)> (Page & Plant)
5. ブリング・イット・オン・ホーム (ラフ・ミックス) - Bring It On Home <Rough Mix> (Dixon)
6. ウォルターズ・ウォーク(ラフ・ミックス) - Walter's Walk <Rough Mix> (Page & Plant)
7. エブリボディ・メイクス・イット・スルー(「イン・ザ・ライト」ラフ・ミックス) - Everybody Makes It Through <In the Light (Rough Mix)> (Page, Plant & Jones)

## パーソネル
- ジョン・ボーナム - ドラムス、パーカッション
- ジョン・ポール・ジョーンズ - ベース、キーボード
- ジミー・ペイジ - アコースティック・ギター、エレクトリック・ギター
- ロバート・プラント - ハーモニカ、ヴォーカル